# La disavventura di un nobile italiano
La disavventura di un nobile italiano è un racconto incluso in Poirot indaga, la prima raccolta di racconti di Agatha Christie con protagonista il piccolo e geniale investigatore belga Hercule Poirot, pubblicato per la prima volta nel Regno Unito nel 1924. 

## Trama
Poirot e Hastings hanno ricevuto la visita di un loro vicino, il dottor Hawker, e stanno tutti e tre piacevolmente discorrendo quando all'improvviso arriva la governante del medico, la signorina Rider, ad avvertirlo che un cliente, il conte Foscatini ha chiamato per chiedergli aiuto. L'investigatore e l'amico si uniscono al dottore e vanno con lui nell'appartamento del conte, a St John's Wood. L'addetto agli ascensori afferma di non essere a conoscenza di niente di strano, visto che il cameriere del conte, Graves, se ne è andato un'ora prima senza parlare di nessun problema. L'appartamento è chiuso a chiave, ma il direttore dell'edificio apre la porta con un passepartout. Dentro, la tavola è preparata per tre persone e il pasto è stato consumato. Il conte è stato ucciso con un colpo alla testa sferrato con una statua di marmo. Poirot sembra interessato a quello che giace sopra la tavola, poi chiede agli addetti alle cucine che si trovano in cima all'edificio chi ha ordinato la cena e quali piatti sporchi erano stati fatti tornare indietro. L'investigatore dà molta rilevanza anche al fatto che i dessert sono stati mangiati poco; e che l'uomo, dopo aver chiesto aiuto, abbia rimesso a posto il ricevitore. La polizia arriva all'appartamento proprio quando lo fa anche il cameriere, Graves. L'uomo afferma che Foscatini ha ricevuto la visita di due uomini a cena la sera prima. Erano entrambi italiani; un uomo sui quaranta di nome Conte Ascanio ed un ragazzo di ventiquattro anni. Graves ha ascoltato parte della loro conversazione, sentendo anche delle minacce sussurrate. Il conte Foscatini aveva invitato i due a cena per la sera dopo e poi, inaspettatamente, ha dato a Graves la serata libera dopo essersi fatto servire del Porto. Ascanio viene ben presto arrestato ma Poirot rileva tre punti interessanti: il caffè era molto nero, il dessert non era stato quasi toccato e le tende non erano tirate. L'ambasciatore italiano dà un alibi ad Ascanio, il che fa pensare a qualche copertura diplomatica, e il conte stesso nega di conoscere Foscatini. Poirot riesce a parlare con Ascanio e lo costringe ad ammettere di avere conosciuto Foscatini, che era un ricattatore, e che era andato da lui la mattina per farsi rendere dei documenti importanti, dietro il rilascio di una grossa quantità di soldi (il ragazzo con lui era un membro dell'ambasciata). Dopo che Ascanio se ne è andato, l'investigatore comunica a Hastings l'identità dell'assassino: Graves. Il cameriere aveva origliato la conversazione e la conseguente transazione monetaria ed ha capito che Ascanio non poteva ammettere di conoscere Foscatini. L'uomo morto non aveva avuto ospiti a cena. Graves l'aveva ucciso quando erano rimasti da soli ed aveva mangiato la cena ma, troppo sazio, non è riuscito a finire il dolce. Il caffè era stato preparato per tre persone, ed è stato bevuto, ma i denti del conte Foscatini, brillanti, dimostrano che l'italiano non ha mai bevuto la bevanda. Inoltre, le tende non tirate fanno capire che Graves ha lasciato l'appartamento prima che cadesse la sera e non più tardi. Poirot espone questa teoria che Japp verifica; a quel punto il maggiordomo viene arrestato.

## Edizioni
- Agatha Christie, La disavventura di un nobile italiano, traduzione di Lidia Lax, collana Oscar Mondadori, Mondadori, 2006,  p. 236, ISBN 88-04-51610-0.